# Итон, Эштон
Э́штон Джеймс И́тон (англ. Ashton James Eaton; 21 января 1988, Бенд, Орегон) — американский легкоатлет, который специализировался в многоборье. Олимпийский чемпион 2012 и 2016 годов, пятикратный чемпион мира (дважды в десятиборье и трижды в семиборье). Действующий обладатель мирового рекорда в семиборье и экс-рекордсмен планеты в десятиборье.
На чемпионате мира 2009 года в Берлине занял 18-е место в десятиборье с результатом 8061 очков. Серебряный призёр чемпионата мира 2011 года в десятиборье (уступил Трею Харди). На чемпионате мира в помещении 2012 года выиграл золото в семиборье, установив при этом новый мировой рекорд — 6645 очков.
23 июня 2012 года на олимпийском отборе в Юджине, Орегон, установил новый мировой рекорд в десятиборье — 9039 очков.
На Олимпийских играх 2012 года стал победителем в десятиборье с результатом 8869 очков.
На чемпионате мира 2013 года Итон выиграл золото в десятиборье, показав результат 8809 очков.
Два года спустя, на чемпионате мира 2015 года в Пекине, Итон защитил свой титул, попутно обновив свой же мировой рекорд — 9045 очков.
Жена Итона — канадская легкоатлетка-многоборка Брианна Тейсен-Итон. В 2016 году на чемпионате мира в помещении в Портленде Эштон выиграл золото в семиборье, а его жена стала лучшей в пятиборье.
В январе 2017 года Эштон и его супруга Брианна сообщили о том, что уходят из спорта.